# Joe Baker
Joseph Henry Baker (Woolton, 17 luglio 1940 – Wishaw, 6 ottobre 2003) è stato un calciatore e allenatore di calcio inglese, di ruolo attaccante.
Anche suo fratello Gerry è stato un calciatore.

## Biografia
Dopo il ritiro, è stato in due distinte occasioni l'allenatore dell'Albion Rovers. Ha quindi gestito un pub e ha lavorato nel servizio ospedaliero scozzese. È morto all'età di sessantatré anni, a causa di un infarto durante un torneo di golf per beneficenza.

## Carriera

### Club
Baker ha iniziato la carriera nell'Armadale Thistle, prima di essere ingaggiato dall'Hibernian. Per il club di Edimburgo ha giocato 117 partite e ha realizzato 102 reti. A diciassette anni ha realizzato una quaterna nella sfida contro i rivali cittadini dell'Heart of Midlothian, nei quarti di finale della Coppa di Scozia 1958. In un'altra occasione, nella sfida contro i Peebles Rovers, ha siglato nove reti. Baker è stato il capocannoniere degli Hibs per quattro stagioni consecutive, avendo segnato più di quaranta reti nel 1960.
Nel 1961 è stato acquistato dal Torino, dove è stato in squadra con il connazionale Denis Law. Nonostante una rete nel derby contro la Juventus, la sua esperienza italiana è stata comunque segnata dal coinvolgimento in un incidente automobilistico: mentre percorreva una rotatoria contromano ha colpito un marciapiede e la sua vettura si è ribaltata, portandolo vicino alla morte e ferendo Denis Law, che viaggiava con lui.
Ripresosi dall'infortunio, nel 1962 è tornato in Inghilterra, all'Arsenal, in cambio di 72.500 sterline. Ha debuttato contro il Leyton Orient il 18 agosto 1962 e in tutto ha trascorso quattro stagioni con i Gunners. Per tre di queste quattro stagioni è stato il capocannoniere della squadra: in totale, ha siglato cento reti in 156 partite.
Dopo il campionato 1965-1966 ha lasciato l'Arsenal per passare al Nottingham Forest. Dopo tre stagioni al Nottingham Forest, condite da 41 reti in 118 gare, si è trasferito al Sunderland. Dopo altri due campionati è tornato all'Hibernian e ha poi chiuso la carriera ai Raith Rovers nel 1974.

### Nazionale
Nonostante avesse un accento ed educazione scozzese, il fatto che fosse nato a Liverpool non gli ha permesso di giocare per la Scozia. Baker ha così accettato di giocare per l'Inghilterra. Ha debuttato nel 1959 contro l'Irlanda del Nord, diventando così il primo calciatore inglese ad approdare in Nazionale senza aver mai giocato in un club del suo paese. Successivamente soltanto Owen Hargreaves ha ripetuto questo evento.
Baker è stato soprannominato "Il calciatore scozzese dell'Inghilterra". Nonostante fosse stato convocato, nel 1965, nella vittoria per 2-0 contro la Spagna, non ha fatto parte della squadra che ha partecipato al campionato del mondo 1966.

## Statistiche

### Cronologia presenze e reti in nazionale
| Cronologia completa delle presenze e delle reti in nazionale ― Inghilterra | Cronologia completa delle presenze e delle reti in nazionale ― Inghilterra | Cronologia completa delle presenze e delle reti in nazionale ― Inghilterra | Cronologia completa delle presenze e delle reti in nazionale ― Inghilterra | Cronologia completa delle presenze e delle reti in nazionale ― Inghilterra | Cronologia completa delle presenze e delle reti in nazionale ― Inghilterra | Cronologia completa delle presenze e delle reti in nazionale ― Inghilterra | Cronologia completa delle presenze e delle reti in nazionale ― Inghilterra |
| Data                                                                       | Città                                                                      | In casa                                                                    | Risultato                                                                  | Ospiti                                                                     | Competizione                                                               | Reti                                                                       | Note                                                                       |
| -------------------------------------------------------------------------- | -------------------------------------------------------------------------- | -------------------------------------------------------------------------- | -------------------------------------------------------------------------- | -------------------------------------------------------------------------- | -------------------------------------------------------------------------- | -------------------------------------------------------------------------- | -------------------------------------------------------------------------- |
| 18-11-1959                                                                 | Londra                                                                     | Inghilterra                                                                | 2 – 1                                                                      | Irlanda del Nord                                                           | Torneo Interbritannico 1959                                                | 1                                                                          |                                                                            |
| 9-4-1960                                                                   | Glasgow                                                                    | Scozia                                                                     | 1 – 1                                                                      | Inghilterra                                                                | Torneo Interbritannico 1960                                                | -                                                                          |                                                                            |
| 11-5-1960                                                                  | Londra                                                                     | Inghilterra                                                                | 3 – 3                                                                      | Jugoslavia                                                                 | Amichevole                                                                 | -                                                                          |                                                                            |
| 15-5-1960                                                                  | Madrid                                                                     | Spagna                                                                     | 3 – 0                                                                      | Inghilterra                                                                | Amichevole                                                                 | -                                                                          |                                                                            |
| 22-5-1960                                                                  | Madrid                                                                     | Ungheria                                                                   | 2 – 0                                                                      | Inghilterra                                                                | Amichevole                                                                 | -                                                                          |                                                                            |
| 10-11-1965                                                                 | Londra                                                                     | Inghilterra                                                                | 2 – 1                                                                      | Irlanda del Nord                                                           | Torneo Interbritannico 1965                                                | 1                                                                          |                                                                            |
| 8-12-1965                                                                  | Madrid                                                                     | Spagna                                                                     | 0 – 2                                                                      | Inghilterra                                                                | Amichevole                                                                 | 1                                                                          | 43’                                                                        |
| 5-1-1966                                                                   | Liverpool                                                                  | Inghilterra                                                                | 1 – 1                                                                      | Polonia                                                                    | Amichevole                                                                 | -                                                                          |                                                                            |
| Totale                                                                     |                                                                            | Presenze                                                                   | 8                                                                          |                                                                            | Reti                                                                       | 3                                                                          |                                                                            |

## Palmarès

### Giocatore

#### Competizioni nazionali
- Coppa di Lega Scozzese: 1

Hibernian: 1971-1972